# Escola de Mannheim
Escola de Mannheim se refere às técnicas orquestrais introduzidas pela orquestra de Mannheim na segunda metade do século XVIII, bem como ao grupo de compositores que escreveram música para esta orquestra, adotando a forma sonata.
A corte do Eleitor Carlos III Filipe mudou de Heidelberg para Mannheim em 1720, empregando uma orquestra maior do que qualquer um dos estados circunvizinhos. A orquestra cresceu ainda mais nas décadas seguintes e chegou a incluir alguns dos melhores virtuoses do seu tempo. Sob a orientação do Kapellmeister Carlo Grua, a orquestra contratou talentos como Johann Stamitz, que é geralmente considerado o fundador da Escola de Mannheim, tornando-se seu diretor em 1750.
Entre os compositores da Escola de Mannheim incluem-se Johann Stamitz, Franz Xaver Richter, Carl Stamitz, Franz Ignaz Beck, Ignaz Franzl e Christian Cannabich. A Escola teve uma influência direta em muitos sinfonistas da época, incluindo Joseph Haydn, Wolfgang Amadeus Mozart e Leopold Hofmann.
Johann Stamitz visitou Paris e a Escola exerceu uma influência sobre os Concerts Spirituels parisienses a partir de 1754. Quando Joseph Legros assumiu a administração dos Concerts Spirituels, a relação com a Escola de Mannheim se aprofundou e ela se tornou extremamente popular em Paris.

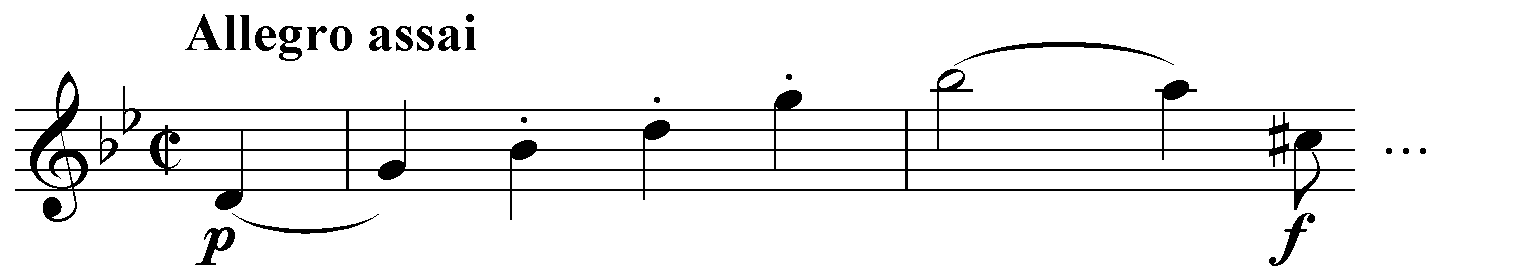
O "foguete de Mannheim" na abertura do 4º movimento da sinfonia nº 40 de Mozart

Os compositores da Escola de Mannheim introduziram uma série de ideias inovadoras para a música orquestral do seu tempo: um tratamento mais independente dos instrumentos de sopro, um crescendo e um decrescendo desenvolvidos através da orquestra inteira; o "foguete de Mannheim", uma linha melódica arpejada em rápida ascensão sobre uma linha de baixo ostinato; o "suspiro de Mannheim", colocando mais ênfase sobre a primeira de um par de notas descendentes ligadas; o "gorgeio de Mannheim", uma imitação de trinados de pássaros em passagens solo, e a "grande pausa", quando todos os instrumento subitamente calam para em seguida retomarem a música vigorosamente.